# گردافشان‌ها
گردافشان‌ها (نام علمی: Calliandra) نام یک سرده از زیرخانواده کهوریان است.